# 博古尼夫卡 (戈羅霍夫區)
50°24′35″N 25°7′9″E / 50.40972°N 25.11917°E
博古尼夫卡（烏克蘭語：Богунівка），是烏克蘭的村落，位於該國西部沃倫州，由盧茨克區負責管轄，面積3.19平方公里，海拔高度212米，2001年人口119，人口密度每平方公里37.3人。